# Estefanía de los Santos
Estefanía de los Santos (Sevilla, 1976) és una actriu espanyola de cinema i de teatre. El 2013 fou nominada al Goya a la millor actriu revelació i a la Medalla del CEC a la millor actriu revelació per la seva participació a Grupo 7.

## Sèries de televisió
| Any         | Sèrie                        | Canal     | Personatge             | Notes       |
| ----------- | ---------------------------- | --------- | ---------------------- | ----------- |
| 2008 - 2009 | Chica busca chica            | YouTube   | Alicia                 | 3 episodis  |
| 2011        | Cheers                       | Telecinco | Beatriz                | 1 episodi   |
| 2011        | Estudio 1                    | La 1      | Diversos personatges   | 1 episodi   |
| 2011        | Marco                        | Antena 3  | Juanota                | 1 episodi   |
| 2013        | Luna, el misterio de Calenda | Antena 3  | Marcela                | 8 episodis  |
| 2014        | Bienvenidos al Lolita        | Antena 3  | Rosario "Charo" Martín | 8 episodis  |
| 2017        | Perdoname, Señor             | Telecinco | Antonia Camacho        | 8 episodis  |
| 2018        | Yo quisiera                  | Divinity  | Hannah                 | 38 episodis |
| 2018        | Cupido                       | Playz     | Invidia                | 6 episodis  |
| 2018        | El Continental               | La 1      | Gloria                 | 10 episodis |
| 2018        | Arde Madrid                  | Movistar+ | Campera                | 1 episodi   |
| 2018 - 2019 | La peste                     | Movistar+ | María de la O          | 7 episodis  |
| 2019        | Secretos de estado           | Telecinco | Paca                   | 5 episodis  |
| 2019        | Terror y feria               | Flooxer   |                        | ¿? episodis |

## Pel·lícules
- Grupo 7 (2012) - Caoba
- Carmina y amén (2014) - Fany
- De chica en chica (2014) - Linda
- Jaulas (2018)[3]
- ¡Ay, mi madre! (2019)
- Para toda la muerte (2020)